# 오모촌
오모촌(大面村)은 니가타현 미나미칸바라군에 있던 촌이다. 

## 역사
- 1901년 11월 1일 -  미나미칸바라군 오모촌이 성립하였다.
- 1956년 9월 30일 - 후쿠지마촌 및 오모촌과 합병해, 사카에촌이 성립하였다.

## 교통

### 철도
- 일본국유철도 (현 동일본 여객철도)
  - 신에쓰 본선

## 참고문헌
- 『市町村名変遷辞典』東京堂出版、1990年。